# Шоу начинается
«Шоу начина́ется» (англ. Showtime) — фильм режиссёра Тома Дея, комедийный боевик, снятый в Лос-Анджелесе, США в 2002 году. История двух полицейских, ставших действующими лицами телевизионного шоу.

## Сюжет
Трей Селларс (Мёрфи) — патрульный офицер полиции Лос-Анджелеса, шумный, часто суетливый балагур. Мич Престон (Де Ниро) — детектив полиции с 28-летним стажем, выдержанный, чуть циничный реалист. Впервые они сталкиваются во время задержания торговцев наркотиками. Трей непредумышленно срывает планы Мича. Одновременно на месте полицейской операции возникает группа телевизионных хроникёров, внося окончательную неразбериху. Престон разбивает видеокамеру у репортёра, а на следующий день департамент полиции получает иск на 10 миллионов долларов. Но есть возможность мирового соглашения. Все ближайшие расследования и операции Мича будут фиксироваться журналистами и выдаваться в эфир в рамках криминального шоу. Под давлением начальства Престон соглашается. Его напарником становится Трей Селларс. Далее — перестрелки на улицах Лос-Анджелеса, разбитые и горящие автомобили. Шоу начинается.

## В ролях
| Актёр          | Роль                     |
| -------------- | ------------------------ |
| Роберт Де Ниро | детектив Мич Престон     |
| Эдди Мёрфи     | офицер Трей Селларс      |
| Рене Руссо     | Чейс Рензи (менеджер ТВ) |
| Дрена Де Ниро  | Анни (ассистент на ТВ)   |
| Уильям Шетнер  | в роли самого себя       |
| Алекс Борштейн | директор по кастингу     |

## Награды
Анти-премия «Золотая малина» присуждена в 2010 году Эдди Мёрфи, как худшему актёру десятилетия, в том числе и за фильм «Шоу начинается». Кроме того, Де Ниро и Мёрфи номинировались на «Золотую малину» за этот фильм и как самый неудавшийся дуэт в кино.
Группа каскадёров фильма номинировалась на премию «Таурус» Всемирной академии каскадёров в категории «лучший трюк с автомобилями», но не получила награду.

## Дополнительные факты
- Фильм не получил коммерческого успеха. При бюджете в 85 миллионов он собрал по всему миру чуть более 77 миллионов долларов.
- Дрена — приёмная дочь Роберта Де Ниро, сыгравшая с ним в нескольких фильмах: «Плутовство», «Большие надежды», «Приключения Рокки и Буллвинкля», «Последнее дело Ламарки».